# Catedral del Sagrado Corazón (Harare)
La Catedral del Sagrado Corazón (en inglés: Cathedral of the Sacred Heart) es el nombre que recibe un edificio religioso que pertenece a la Iglesia católica y se encuentra ubicado en la calle cuatro (Fourth Street) de la localidad de Harare, capital del país africano de Zimbabue.
Funciona como la sede de la arquidiócesis de Harare (Archidioecesis Hararensis). Sigue el rito romano y fue dedicada como su nombre lo indica al Sagrado Corazón de Jesús un devoción católica tradidional referida al corazón de Jesús de Nazaret. 
Debido a la variada composición de la congregación la mayoría de las misas son celebradas tanto en inglés como en Shona, una lengua local y adicionalmente y en menor medida existen servicios en francés y portugués.